# Олубей
Олубей (также Олобо, Олобей, Улубей, лиг. Olobo, лиг. Olobei) — владетель (князь) средневекового княжества Феодоро в юго-западном Крыму, правивший примерно с 1455 по 1465 годы. Средний сын Алексея Старшего и его соправитель с 1434 по 1455 годы. Существует дискуссия относительно имени этого правителя (часть исследователей считают его титулом или прозвищем) и его соотнесения с разными сыновьями Алексея Старшего. Олубей вступил на престол вместо старшего брата Иоанна, по не установленной причине лишённого права на наследование отцом. Предполагается, что в 1446 году, во время антигенуэзской экспедиции, тогда ещё деспот Трапезундской империи Давид Комнин имел целью посадить Иоанна на престол, но после встречи и беседы с Олубеем отказался от этого плана. Правитель проявил себя умелым дипломатом — неоднократно выступал посредником между Крымским ханством и генуэзцами.

## Имя
Фигурировавшее во многих источниках имя Улубей, или Олобей («великий или большой князь» в тюркских языках) некоторые историки считают родовым титулом господина Феодоро, пришедшим из тюркоязычной среды и продолжавшимся с середины XIV века. А. А. Васильев считал, что Улубей (Олобей) — имя собственное и что Олубей мог взять его в честь ханского сына, поскольку при Хаджи-Гирее татарское влияние в Феодоро было очень велико. Виктор Мыц относит имя Олобо к адыгской (западно-кавказской) ономастике, оно встречалось среди черкесов (адыгов) Крыма.
Олобо и Олобей генуэзских документов — передача слова Улубей в лигурийской транскрипции. Христианское имя князя (если оно было) пока не известно и является предметом дискуссии. Валерий Степаненко считает, что Олобей — вариант написания прозвища типа «Улуг бек» (Великий, Большой бек). В исторических документах имя князя чаще всего встречается в документах генуэзской Кафы XV века, написанных на генуэзском диалекте лигурского языка в которых оно передавалось, либо как лиг. Olobo, в транскрипции переводчиков «Олобо», либо, как лиг. Olobei — соответственно «Олобей», или «Олбо».
Х.-Ф. Байер, на основании фразы «Алексей вместе со всеми братьями ведёт себя плохо…» из переводов Н. В. Малицким и А. А. Васильевым донесения консулов Каффы Банку св. Георгия от августа 1455 года, делает вывод, что он носил христианское имя Алексей, а Олобей — всего лишь прозвище и идентифицирует Олобея, как Алексея младшего. При этом ни Малицкий, ни Васильев такую точку зрения не высказывали. Виктор Мыц вначале считал, что в надписи из Фуны 1459 года читается имя «Ахмет», «Ахмат» (ср.-греч. Αχμετος), якобы являвшемся вторым («татарским») именем Улубея, что впоследствии сам признал ошибочным. Писатель-краевед Татьяна Фадеева в научно-популярной книге «Княжество Феодоро и его князья» приводит вариант имени «Мануил».

## Правление
Предполагают, что в результате ссоры соправителя и наследника Иоанна с отцом Алексеем в 1434 году — причина распри между ними так и не выяснена — право престолонаследия получил средний сын Алексея — Олобо (Олобей), а старший сын Иоанн вынужден был бежать в Трапезунд к Иоанну IV. Тогда же Олобей стал соправителем отца. Впервые имя среднего сына Алексея Старшего, как «Олобо», встречается в письме Карло Ломеллино от 9 июля 1434 года, где сообщается, что в Чембало генуэзцам пришлось сражаться «…против Олобо, среднего [сына] Алексея из Феодоро, который получил право престолонаследия…». По версии М. Б. Кизилова с 1434 года Олобей был соправителем Алексея Старшего. Война между Каффой и Феодоро закончилась осенью 1441 года и считается, что тогда Олобо был освобождён из плена.
Михаил Кизилов предполагает, что во второй половине XV века территория княжества Феодоро была поделена на уделы между сыновьями Алексея I. Исаак и ещё двое сыновей или внуков Алексея I владели Западной частью княжества, а Алексей II, Бердибек и Александр — восточной. А. А. Васильев в своё время высказал предположение, что после смерти Алексея Старшего в Феодоро возникли некие трудности в вопросе о преемнике. В результате этих неурядиц летом 1446 года Иоанн уехал в Трапезунд, в Готии мог править представитель Хаджи-Гирея — Уздемарох, а Олобей стал «князем Готии» с согласия хана после окончания волнений. Х.-Ф. Байер, на основании документа Кафы о выплате в её окрестностях «бывшему господину гетов» Уздемароху 459 аспров (значительная сумма в то время), допускает, что тот мог действовать в интересах генуэзцев. Вместе с Васильевым он полагает, что событие произошло в местности, названной генуэзцами «лат. tres montaniolas», находившейся где-то недалеко от Кафы. Виктор Мыц выдвигает свою версию: указывая, что tres montaniolas переводится с латыни, как «три горы», или «три вершины», он локализует место в Инкермане. Там, в устье реки Чёрной, известен горный массив «Уч Баш» — Три вершины, тюркская калька латинского названия. Историк считает, что здесь, в крупнейшем религиозном центре Феодоро, скорее всего в монастыре Святой Софии, и произошло это событие
Летом 1446 года состоялась морская антигенуэзская военная экспедиция, под командованием тогда ещё деспота Давида Комнина, которую поддержал правитель Феодоро и, возможно, Хаджи-Гирей. После нападения на Кафу, в Каламите произошла встреча Давида с Олобо и другими сыновьями покойного Алексея Старшего. Васильев писал, что одной из целей похода Давида Комнина могло быть намерение посадить на мангупский престол Иоанна, но переговоры с Олубеем закончились установлением дружественных отношений. Х.-Ф. Байер считает, что при Олобее роль внешних покровителей Феодоро, на фоне раздора с Трапезундом, перешла к крымским ханам, причём Лаоник Халкокондил утверждал, что это случилось не по своей воле, а союзнические связи с Трапезундом всё же не оборвались. Между тем, в генуэзском документе, датированном 2 мая 1447 года, говорится, что в Каламите и Феодоро в это время правили «вместе с Олобеем и другие сыновья покойного Алексея».
На время правления Олобея пришёлся захват Константинополя Османской империей 29 мая 1453 года. 16 ноября того же года правительство Генуи, признавая невозможность содержать владения на Чёрном море, за символические 5500 лир (фактически всё оценивалось в 300 тысяч золотых дукатов — 3600 тысяч лир и приносило годовой доход в 30 тысяч лир) продало колонии Банку Сан-Джорджо. С тех пор взаимоотношения Кафы и Феодоро направлялись решениями попечителей банка. В 1454 году произошло первое нападение Османов на Кафу . Причём Олобей, узнав о готовящейся османской экспедиции от пленного турка, предупредил об этом власти Кафы — османская опасность вынудила Феодоро искать сближения с Кафой. В отчёте правителей Кафы попечителям Банка Сан-Джорджо от августа 1455 года описываются хорошие, но не лишённые взаимных трудностей, отношения с Олобеем.
Олобей выступал посредником в переговорах крымского хана Хаджи-Гирея и представителя генуэзцев Кафы Дамиана де Леоне, завершившихся заключением в начале февраля 1456 года в столице Олобея Феодоро мирного соглашения. В документе от 17 декабря 1455 года упоминается вручение дорогих подарков послу Олобея греку Фоке за посредничество в переговорах о заключении мира между Кафой и «императором татар» (Крымским ханом). В послании от 27 ноября 1456 года протекторы Банка Сан-Джорджо, надеясь на совместную борьбу против «врагов християнского имени», обращались к князю, как к «великолепному и могучему господину Олобею, государю Теодоро» (лат. magnifico et potenti domino Oodei, Teodoro domino). Ещё более усугубило ситуацию падение Трапезунда в 1461 году, что заставило властителя искать союзников-христиан.
Олобей, предположительно, правил (жил) до 1465 года, поскольку в тот год в генуэзских документах начинает фигурировать новый владетель Исаак (лиг. Saichus, либо лиг. Saicus). Видимо, Олобей умер близко к этой дате. Виктор Мыц упоминает, что Олобо, как правитель Феодоро, в генуэзских источниках фигурирует до осени 1457 года.
А. А. Васильев указывал на пробел в сведениях о конкретных правителях Мангупа после смерти Олобея. Виктор Мыц, анализируя надписи из Фуны с датой 19 июля 1459 года, считает, что изображённые на ней монограммы «Алексея, Исаака (?) и Александра» указывают на живущих братьев — детей Алексея Старшего. Далее Мыц причисляет к «господам Готии» ещё двух братьев, объявляя главными Кейхиби и Бердибека (видимо, младшего брата, владельца Лусты), казнённого Хаджи-Гиреем с согласия Кейхиби, опираясь на письмо попечителям Банка Сан-Джорджо консула Кафы Мартино Джустиниани, отправленное 5 мая 1460 года, в котором упоминается «правитель Готии» Кейхиби (лиг. Cheyhibi). Тогда велись переговоры между Хаджи-Гиреем и владетелем Зихии Биберди, а господин Лусты Бердибек (лиг. Berdibech) выступал в них посредником. В самый последний момент Бердибек отказался участвовать во встрече с Хаджи-Гиреем. Хан на обратном пути приказал схватить и казнить Бердибека, на что дал согласие Кейхиби, его старший брат и правитель Готии. Эту версию поддержал М. Б. Кизилов в своей работе «Крымская Готия: история и судьба», где он приводит свой список правителей после Алексея I, но без какого-либо разъяснения дат правления. По его мнению «с 1458 по 1459 (?) городом Феодоро правил князь Алексей II, с 1459 по 1465 (?) — князь Кейхиби (Кяхья-Бей?), а с 1465 по 1475 — князь Исаак». В других источниках «правитель Готии» Кейхиби не встречается.